# Polnische Badmintonmeisterschaft 2016
Die Polnische Badmintonmeisterschaft 2016 fand vom 15. bis zum 17. Juni 2016 in Białystok statt. Es war die 52. Austragung der Titelkämpfe.

## Medaillengewinner
| Disziplin    | Gold                                                                          | Silber                                                                                 | Bronze                                                                                  |
| ------------ | ----------------------------------------------------------------------------- | -------------------------------------------------------------------------------------- | --------------------------------------------------------------------------------------- |
| Herreneinzel | Adrian Dziółko (Hubal Białystok)                                              | Hubert Pączek (AZS AGH Kraków)                                                         | Mateusz Dubowski (Hubal Białystok)                                                      |
| Herreneinzel | Adrian Dziółko (Hubal Białystok)                                              | Hubert Pączek (AZS AGH Kraków)                                                         | Maciej Poulakowski (SKB Litpol-Malow Suwałki)                                           |
| Dameneinzel  | Weronika Grudzina (MLKS Solec Kujawski)                                       | Anna Narel-Ościłowicz (Badders-Club Białystok)                                         | Joanna Stanisz (Sokół Robczyce)                                                         |
| Dameneinzel  | Weronika Grudzina (MLKS Solec Kujawski)                                       | Anna Narel-Ościłowicz (Badders-Club Białystok)                                         | Dorota Grzejdak (UKS Kometa Sianów)                                                     |
| Herrendoppel | Adam Cwalina (SKB Litpol-Malow Suwałki) Przemysław Wacha (Technik Głubczyce)  | Łukasz Moreń (SKB Litpol-Malow Suwałki) Wojciech Szkudlarczyk (Hubal Białystok)        | Miłosz Bochat (MLKS Solec Kujawski) Paweł Pietryja (UKS Plesbad Pszczyna)               |
| Herrendoppel | Adam Cwalina (SKB Litpol-Malow Suwałki) Przemysław Wacha (Technik Głubczyce)  | Łukasz Moreń (SKB Litpol-Malow Suwałki) Wojciech Szkudlarczyk (Hubal Białystok)        | Maciej Dąbrowski (Hubal Białystok) Dominik Ziętek                                       |
| Damendoppel  | Agnieszka Wojtkowska (Technik Głubczyce) Aneta Wojtkowska (Technik Głubczyce) | Wiktoria Dąbczyńska (MKS Orlicz Suchedniów) Aleksandra Goszczyńska (Milenium Warszawa) | Monika Bieńkowska (SKB Litpol-Malow Suwałki) Magdalena Witek (SKB Litpol-Malow Suwałki) |
| Damendoppel  | Agnieszka Wojtkowska (Technik Głubczyce) Aneta Wojtkowska (Technik Głubczyce) | Wiktoria Dąbczyńska (MKS Orlicz Suchedniów) Aleksandra Goszczyńska (Milenium Warszawa) | Dorota Grzejdak (UKS Kometa Sianów) Kornelia Kowalczyk (UKS Kometa Sianów)              |
| Mixed        | Robert Mateusiak (Hubal Białystok) Nadieżda Zięba (Hubal Białystok)           | Miłosz Bochat (MLKS Solec Kujawski) Agnieszka Wojtkowska (Technik Głubczyce)           | Paweł Pietryja (UKS Plesbad Pszczyna) Aneta Wojtkowska (Technik Głubczyce)              |
| Mixed        | Robert Mateusiak (Hubal Białystok) Nadieżda Zięba (Hubal Białystok)           | Miłosz Bochat (MLKS Solec Kujawski) Agnieszka Wojtkowska (Technik Głubczyce)           | Michał Łogosz (SKB Litpol-Malow Suwałki) Magdalena Witek (SKB Litpol-Malow Suwałki)     |